# Georgi Sapow
Georgi Aleksiew Sapow (bułg. Георгий Алексиев Сапов, ur. 24 listopada 1873 w Razgradzie, zm. po 1936) – bułgarski wojskowy, generał major, w latach 1935-1936 minister spraw wewnętrznych Carstwa Bułgarii.

## Życiorys
Urodził się w Razgradzie, był synem Deli Sapowa i Anastasiji. W 1895 ukończył szkołę wojskową w Sofii, uzyskując stopień podporucznika. Służył w 20 pułku piechoty, prowadził też zajęcia w szkole wojskowej. W 1899 uzyskał awans na stopień porucznika, a w 1904 na kapitana. W czasie wojen bałkańskich dowodził jednym z batalionów w 54 pułku piechoty. W czasie I wojny światowej początkowo dowodził batalionem w 17 pułku piechoty, a następnie objął dowództwo 22 trackiego pułku piechoty. Od 1916 w stopniu podpułkownika dowodził 66 pułkiem piechoty. Po zakończeniu wojny awansowany na stopień pułkownika.
W latach 20. XX w. Sapow służył w wojskach obrony pogranicza, a następnie dowodził 4 pułkiem piechoty i 8 tundżańską dywizją piechoty. W 1926 objął stanowisko komendanta kancelarii w ministerstwie wojny. W 1928 awansowany na stopień generała majora, rok później przeszedł w stan spoczynku. W tym czasie kierował biurem skarg i zażaleń przy Urzędzie Rady Ministrów. W 1935 objął stanowisko ministra spraw wewnętrznych i zdrowia publicznego w rządzie Georgi Kjoseiwanowa. Po dymisji z tego stanowiska w lipcu 1936 dalsze jego losy są nieznane.
Był żonaty (żona Penka z d. Żiłkowa).

## Awanse
- podporucznik (Подпоручик) (1895)
- porucznik  (Поручик) (1899)
- kapitan  (Капитан) (1904)
- major  (Майор) (1913)
- podpułkownik  (Подполковник) (1916)
- pułkownik  (Полковник) (1919)
- generał major  (Генерал-майор) (1928)

## Odznaczenia
- Order za Waleczność IV st.
- Order Zasługi Wojskowej
- Order Świętego Aleksandra